# Anton Afrić
Anton (Ante) Afrić (Šibenik, 20. listopada 1923. – Split, 16. lipnja 2002.), bio je hrvatski elektroinženjer, znanstvenik i društveno-politički djelatnik, stručnjak u području teorije prijenosnih i multipleksnih sustava s naglaskom na digitalne sustave.  Bio je profesor, prodekan i dekan Elektrotehničkoga fakulteta u Splitu (današnji Fakultet elektrotehnike, strojarstva i brodogradnje u Splitu) i rektor splitskoga Sveučilišta te saborski zastupnik. Autor je udžbenika Teorija prijenosnih sistema (1972.), a za značajnu mu je znanstvenoistraživačku djelatnost u području teorije prijenosnih sustava 1976. godine dodijeljena i Nagrada »Nikola Tesla«. 

## Životopis
Anton Afrić je osnovnu školu i gimnaziju pohađao u Splitu. Pred završetak gimnazije 1943. godine pridružio se Narodnooslobodilačkome pokretu te je po završetku Drugga svjetskoga rata 1945. godine maturirao u Sinju. Godine 1946. upisao se na Odjel elektrotehnike Tehničkog fakulteta u Zagrebu (današnji Fakultet elektrotehnike i računarstva) gdje je 1952. i diplomirao. Od 1953. do 1958. radio je kao šef Telegrafsko-telefonske tehničke sekcije u Splitu, a 1958. – 1961. kao načelnik Odjela za investicije Poduzeća PTT u Splitu. Godine 1961. – 1970. bio je profesor i šef Odjela za elektroniku Elektrotehničkog fakulteta u Splitu, zatim 1970. – 1972. prodekan i 1972. – 1976. dekan istog fakulteta. Magistrirao je 1969. na Fakultetu za elektrotehniku u Ljubljani, a disertacijom s područja pulsno-kodno-moduliranih sistema stekao je 1974. doktorat tehničkih znanosti na Elektrotehničkom fakultetu u Zagrebu. Objavio je više znanstvenih i stručnih radova, najčešće u zbornicima domaćih ili međunarodnih kongresa i stručnih skupova. Autor je udžbenika Teorija prijenosnih sistema (1972.), a za značajnu mu je znanstvenoistraživačku djelatnost u području teorije prijenosnih sustava 1976. godine dodijeljena i Nagrada »Nikola Tesla«.
Anton Afrić se istaknuo i marljivom društveno-politički djelatnošću pa je tako bio i odbornik Skupštine općine Split (1970. – 1976.), član odbora za prosvjetu Skupštine općine Split (1970. – 1976.), zastupnik Vijeća udruženog rada Sabora SR Hrvatske (1978. – 1986.) i član odbora za privrednu infrastrukturu Vijeća udruženog rada Sabora SRH (od 1978.).

## Djela
- Teorija prijenosnih sistema-analiza, Zagreb 1972.
- Rješenja jednadžbi stanja, Split 1976.
- Teorijski dodatak uz udžbenik "Teorija prijenosnih sistema", Split 1977.